# Longitarsus leonardii
Longitarsus leonardii es un coleóptero de la familia Chrysomelidae. Fue descrita científicamente en 1973 por Doguet.